# Никулино (Пореченская волость)
Никулино — деревня в Великолукском районе Псковской области России. Входит в состав сельского поселения «Пореченская волость».
Расположена на реке Свира (восточнее озера Большое Свиро), в 59 км к югу от райцентра Великие Луки и в 18 км к югу от волостного центра Поречье.

## Население
Численность населения деревни по состоянию на 2000 год составляла 16 жителей, на 2010 год — 11 жителей.